# Мехенцино
Мехенцино (пол. Miechęcino, нім. Mechenthin) — село в Польщі, у гміні Диґово Колобжезького повіту Західнопоморського воєводства.
Населення — 96 осіб (2011).

## Демографія
Демографічна структура станом на 31 березня 2011 року:
|          | Загалом | Допрацездатний вік | Працездатний вік | Постпрацездатний вік |
| -------- | ------- | ------------------ | ---------------- | -------------------- |
| Чоловіки | 47      | 9                  | 35               | 3                    |
| Жінки    | 49      | 13                 | 28               | 8                    |
| Разом    | 96      | 22                 | 63               | 11                   |